# 216897 Golubev
216897 Golubev este un asteroid din centura principală de asteroizi.

## Descriere
216897 Golubev este un asteroid din centura principală de asteroizi. A fost descoperit pe 24 aprilie 2009 la Vitebsk de Vitalij Nevskij. Asteroidul prezintă o orbită caracterizată de o semiaxă mare de 3,10 ua, o excentricitate de 0,04 și o înclinație de 11,5° în raport cu ecliptica.